# トード・イン・ザ・ホール

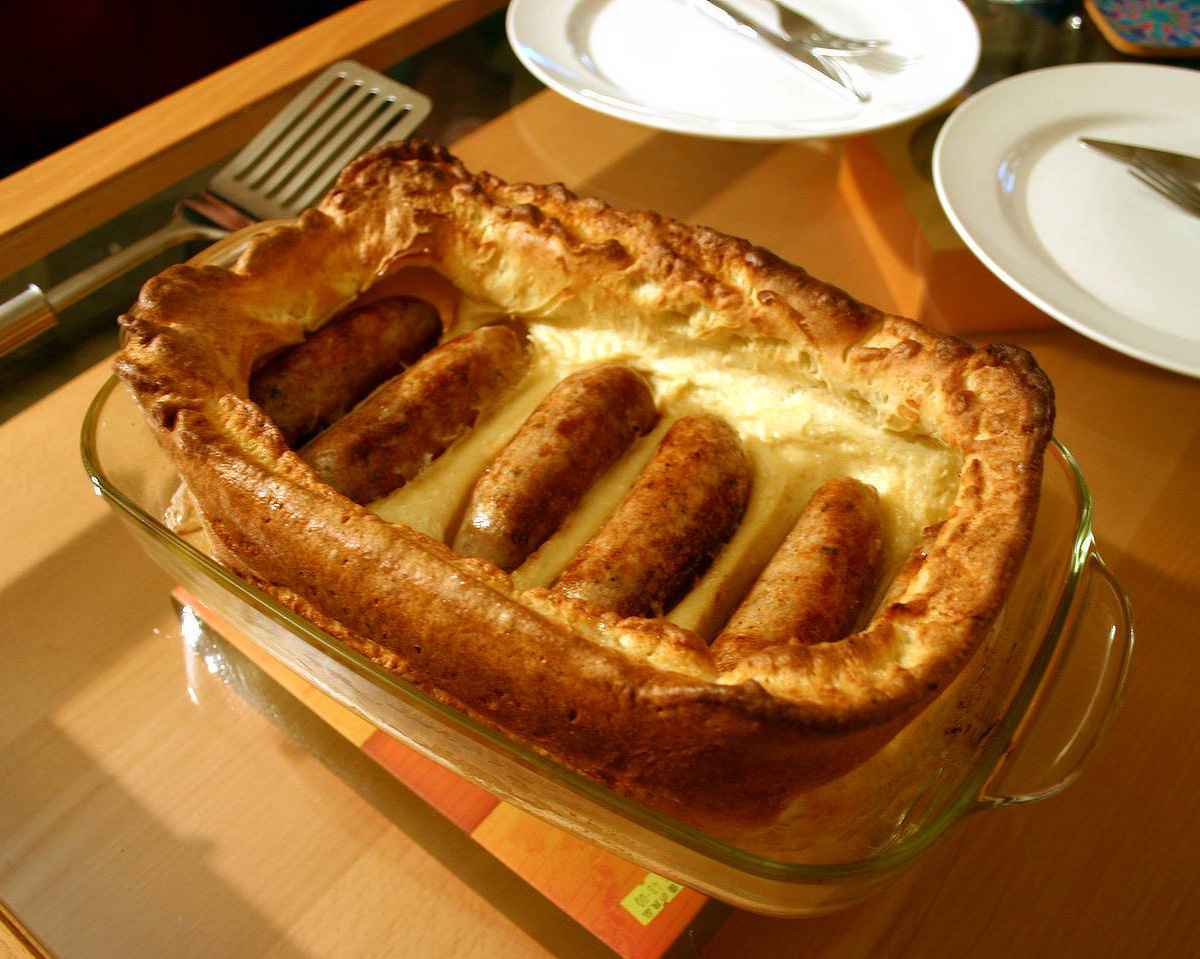
トード・イン・ザ・ホール

トード・イン・ザ・ホール（Toad in the hole）は、イギリスの郷土料理である。名前の由来は「穴の中のヒキガエル」という意味で、不味い物だとfrog in a bog（フロッグ・イン・ア・ボグ、沼の中のカエル）と呼ばれる。

## 概要
大きめの耐熱容器又はスキレットに生地を流し込み、必ずソーセージを3本から6本入れてオーブンで焼く。ソーセージは予めグリル等で焼き目をつけておくと良い。大きさ、見た目からしてダッチ・ベイビー・パンケーキにソックリではあるが、実際はヨークシャー・プディングを応用した料理であり、生地もヨークシャー・プディングの生地で作るのが本来は正式である。本場ではマッシュポテトを添えたり、仕上げにグレイビーソースを掛けたりして食べる。　